# Karoline Leth
Karoline Leth (født 12. maj 1964) er en dansk film-og tv-serieproducer.  
Hun er mor til Emma Leth og Aksel Leth, søster til Kristian Leth og datter af Jørgen Leth.

## Uddannelse og karriere
Karoline Leth har været lærer og koordinator på Den Danske Filmskoles dokumentariske linje fra 1999-2004. Herefter blev Leth CEO og producer på Zentropa Real – Zentropas dokumentariske division. Senere blev hun direktør og producer på SF Studios Production fra 2006-2013. Fra 2013-2018 virkede Leth som producent ved DR Drama. Efter et kort besøg på Apple Tree Productions, vendte hun i 2019 tilbage til Zentropa som Head of Drama-series.
Karoline Leth har produceret mere end 20 kort-og dokumentarfilm samt flere spillefilm her i blandt Marie Krøyer (2012) instrueret af Oscarvindende Bille August. Hun var co-producer på spillefilmsserien Arn: Tempelridderen (2007) og Arn: Riget ved vejens ende (2008), der i 2010 blev til en dramaserie på 6 afsnit til DR og Svensk TV4. 
Hun producerede de første to sæsoner af dramady-serien Rita (2012-2013) for TV2 Danmark. Serien er skabt af Christian Torpe, og har efterfølgende været en stor succes på Netflix. Der er desuden lavet remakes af den i flere europæiske lande. 
Leth udviklede sammen med hovedforfatter Dunja Gry Jensen den banebrydende karakterbårne krimiserie Norskov (2015). 
Hun var producent på Arvingerne sæson 1 (de sidste to afsnit) samt hele sæson 2 og 3 (2014-2017). Serien er skabt af Maya Ilsøe. Arvingerne har modtaget Det Danske Filmakademis Robert-priser for bedste dramaserie samt for bedste hovedroller og biroller på alle 3 sæsoner, og har derudover modtaget den franske FIPA-pris for bedste manuskript for første sæson.
Karoline Leth har produceret mini-dramaseserien Liberty (2018), baseret på den prisvindende og afdøde forfatter Jakob Ejersbos roman af samme navn. Serien er skabt af Asger Leth og instrueret af Mikael Marcimain og var udvalgt til Berlinalens Drama Series Days 2018, hvor den havde verdenspremiere.
Leth producerede tv-serien Drømmeren, Karen Blixen bliver til (2021) for Viaplay Group , som havde sin verdenspremiere på Cannes Series 2022. Serien er baseret på en idé af Karoline Leth og Connie Nielsen. 
Desuden har Karoline Leth produceret anden sæson af krimiserien DNA (2022) for TV2 Danmark, med Anders W. Berthelsen, Olivia Joof Lewerissa og Charlotte Rampling i hovedrollerne.

## Filmografi
TV-serier
- DNA (2022)
- Drømmeren - Karen Blixen bliver til (2022)
- Liberty (2018)
- Arvingerne (2014-2017)
- Norskov (2015-2017)
- Rita (2012-2013)
- Arn (2010) (mini series)

Film
- Kanarinët e Dinë (2014) (short)
- Baby (2014) (short)
- Lulu (2014) (short)
- Jeg taler til jer - John Kørners verden (2013) (dokumentar)
- Hvor lyset kommer ind (2013)
- Marie Krøyer (2012)
- Vildfugl (2012) (short)
- 10 timer til Paradis (2012)
- Forbandelsen (2012)
- Zomedy (2011) (short)
- Kidnappet (2010)
- Jernhårde ladies (2010) (dokumentar)
- The Devilles (2009) (dokumentar)
- Næste gang bliver vi fugle (2009) (short)
- Independent Lens (2009) (co-producer)
- Hashmatsa (2009)
- En gyselig hilsen (2008) (short)
- Arn - Riget ved vejens ende (2008) (co-producer)
- ...og det var Danmark (2008) (dokumentar)
- Arn - Tempelridderen (2007) (co-producer)
- Ringen (2006) (short)
- Guerrilla Girl (2005)
- Con Ella (2004) (short)
- Une Femme (2004) (short)
- American short (2004) (short)
- Ungdommens råskap (2004) (dokumentar)
- Get a life (2004) (dokumentar)
- Growing Up In A Day (2002) (short)
- Notater om tavshed (2001) (short)